# Gabriel Knight
Gabriel Knight ist eine dreiteilige Reihe von Computerspielen des Adventure-Genres, die von Sierra On-Line entwickelt und veröffentlicht wurden. Die Geschichten der Reihe wurden von der amerikanischen Mystery-Romanautorin Jane Jensen geschrieben. Das Spiel zählt zur Gattung der Point&Click-Adventure (komplette Steuerung mit der Maus) und ist in den ersten beiden Teilen in 2D-Grafik gehalten, was sich aber im dritten Teil ändert, bei welchem das Spiel in 3D-Grafik vorliegt.

## Inhalt des Spiels
In allen drei Teilen besteht die Hauptaufgabe von Gabriel darin, mysteriöse Mordfälle bzw. Entführungen aufzuklären. Dabei spielt man im ersten Teil nur die Figur des Gabriel, in den anderen beiden Teilen findet ein Wechsel zwischen ihm und Grace statt, wobei Grace meist die offensichtliche Denkarbeit übernimmt und Gabriel eher unterwegs ist, um Rätsel für Grace zu finden. Die Rätsel werden durch viele Gespräche ebenso wie durch das Finden von Indizien, Geheimgängen und Ähnlichem gelöst. Jedoch besteht keine Gefahr, irgendwelche wichtigen Hinweise zu übersehen, da das Spiel immer erst dann fortfährt oder neue Möglichkeiten eröffnet, wenn man alle Aufgaben eines bestimmten Abschnitts gelöst hat.

## Veröffentlichte Spiele

### Gabriel Knight: Sins of the Fathers
Im 1993 erschienenen ersten Teil von Gabriel Knight, der in New Orleans spielt, versucht man hinter das Geheimnis mehrerer grausamer Voodoo-Morde zu gelangen. Nachdem am Strand eine Leiche, das letzte Mordopfer, gefunden wurde versucht Gabriel, der von Albträumen geplagt wird, den Mordfall zu lösen. Dabei trifft er auf Malia Gedde, eine exotische Schönheit, in die er sich sofort verliebt. Dennoch hat er böse Vorahnungen, dass auch sie in den Fall verwickelt ist. Mit Hilfe seiner Assistentin Grace und seines Onkels in Deutschland löst er schließlich jedoch das Rätsel um die Morde.
Das Spiel erhielt zahlreiche Auszeichnungen, nicht zuletzt für seine spannende Geschichte, die Jane Jensen auf sowohl mystische, als auch realistische Weise erzählt. Eine kleine Besonderheit war hier auch ein Comic, der dem Spiel beilag, welcher eine kleine Vorgeschichte zum Spiel erzählte.
Der erste Teil der Serie erschien für MS-DOS, Mac OS und Windows auf CD-ROM und als Download. Die USK gab das Spiel ab 12 Jahren frei.

#### Bewertungen
Die Zeitschrift Power Play gab dem ersten Teil in Ausgabe 02/94 eine Bewertung von 72 %.

### The Beast Within: A Gabriel Knight Mystery
Der zweite Teil spielt komplett in Deutschland. Gabriel Knight geht in München Fällen von Werwolfattacken nach und hat nebenbei mit der Geschichte von Ludwig II. und Opern von Richard Wagner zu tun. Anders als beim ersten Teil wurde die Fortsetzung The Beast Within: A Gabriel Knight Mystery von 1995 als interaktiver Film im AVI-Format umgesetzt: Alle Aktionen wurden mit echten Schauspielern vor Kulissen oder vor nachträglich eingefügten Hintergrundbildern (Greenscreen) gefilmt. Sie ersetzten die zuvor in Spielgrafik animierten Szenerien und Figuren. Das Spiel erschien daher ursprünglich auf sechs CD-ROMs für MS-DOS, Windows und Mac OS, später auch als Download. Die USK erteilte eine Freigabe ab 16 Jahren.
Das englischsprachige Online-Fachmagazin Adventure Gamers setzte The Beast Within in seiner 2011 erschienenen Liste Top 100 All-Time Adventure Games auf Platz 3.

### Gabriel Knight 3: Blut der Heiligen, Blut der Verdammten
Im bisher letzten Teil der Gabriel-Knight-Spiele von 1999, der im englischen Original unter dem Titel Blood of the Sacred, Blood of the Damned erschienen ist, reist Gabriel mit seiner Assistentin Grace in das kleine französische Dorf Rennes-le-Château, nachdem er zwei Männer, die ein Baby entführt haben, dorthin verfolgt. Bei dem Baby handelt es sich um kein geringeres Kind als den Nachfolger des schottischen Königshauses. Nach und nach kommt Gabriel mit Graces Hilfe auf die Spuren der Vampire, der Freimaurer, der Templer, sowie der Prieuré de Sion, die in diesen Fall verstrickt zu sein scheinen.
Das Spiel erschien für Windows auf CD-ROM und als Download und erhielt zunächst eine USK-Freigabe ab 16 Jahren, die später in eine Freigabe ab 12 Jahren geändert wurde.

#### Bewertungen
Im Adventure Archiv erhielt das Spiel eine Bewertung von 82 %, in der Zeitschrift PC Games 80 %.

### Gabriel Knight: Sins of the Fathers – 20th Anniversary Edition
Anlässlich des zwanzigsten Jubiläum des ersten Gabriel-Knight-Teils wurde am 15. Oktober 2014 ein Remake veröffentlicht, das von Jane Jensens Firma Pinkerton Road Studio entwickelt und von Phoenix Online Studios ausschließlich als Download für Windows und Mac OS veröffentlicht wurde. Es hält sich weitestgehend an das Spiel von 1993, hat aber auch neue Features hinzubekommen. Neben HD-Grafiken und überarbeitetem Soundtrack beinhaltet dieses Spiel nun auch neue Szenen, Rätsel und Puzzles.

## Charaktere

### Gabriel Knight
Gabriel ist blond, Anfang 30 und lebt im ersten Teil noch in New Orleans, wo er die Buchhandlung, die er mit dem Geld aus der Erbschaft seiner bei einem Verkehrsunfall gestorbenen Eltern gekauft hatte, betreibt. Seine Hauptbeschäftigung ist jedoch, geheime und mysteriöse Fälle aufzuklären, da er ein „Schattenjäger“ (ein Kämpfer gegen das Dunkle) ist, ebenso wie sein Urgroßvater und sein Großonkel Wolfgang Ritter, von dem er die Aufgabe nach dessen Tod in Teil 1 übernommen hatte. Erst vom letzteren, in Teil 1 kennengelernt, hat Gabriel von der ganzen Sache erfahren, da sein Großvater nichts mit der Schattenjagd zu tun haben wollte, nach Amerika ausgewandert war und unter neuem Namen (Knight statt Ritter) ein neues Leben als Buchhalter begonnen hatte. Gabriel lässt sich schnell für Frauen begeistern und spart anfangs nicht mit sexistischen Kommentaren gegenüber Grace, doch damit überspielt er nur, dass er in Wahrheit Gefühle für sie hat. Auch sein Aussehen verschafft ihm meist gute Chancen bei Frauen (Lederjacke, enge Jeans…). Gegenüber seinem besten Freund aus Kindheitstagen tritt er zuweilen sehr sarkastisch und zynisch auf, was ihm zwischendurch auch immer wieder Ärger einbringt.
Im Original von Teil 1 und 3 wird Gabriel Knight von dem Schauspieler Tim Curry gesprochen. In „Sins of the Fathers“ ist er auch in der deutschen Fassung zu hören, da das Spiel nur untertitelt und nicht synchronisiert wurde.

### Grace Nakimura
Grace ist Gabriels gutmütige, wenn auch teilweise spitzzüngige Angestellte und später auch Assistentin. Ursprünglich stammt sie aus Japan, kam aber bereits im Alter von drei Jahren mit ihren Eltern in die USA (so zu hören in Gabriel Knight I im ersten Kapitel). Sie ist oft sehr besorgt um ihn, da sie ihn für unverantwortlich hält, und passt auf ihn auf. Außerdem fühlt sie sich zu ihm hingezogen, was v. a. im dritten Teil des Spiels deutlich wird, als sie mit ihm schläft. Am Ende des dritten Teils jedoch verlässt sie Gabriel, weil er sich einfach nicht entscheiden kann, was er möchte.

### Detective Mosley
Mosley ist ein Kindheitsfreund von Gabriel, der heute bei der Polizei in New Orleans tätig ist. Er ist etwas fülliger und außerdem sehr schusselig, vor allem, wenn es um Frauen geht, weshalb Gabriel sich oft über ihn lustig macht. Dennoch ist er ein guter Freund und Helfer von Gabriel.